# Franciszek Pióro
Franciszek Pióro (ur. 8 stycznia 1897 w Warszawie, zm. 11 września 2002 w Gdyni) – polski komandor, weteran I wojny światowej, wojny polsko-bolszewickiej i kampanii wrześniowej.

## Życiorys
W roku 1916 wstąpił do II Brygady Legionów, a w roku 1919 rozpoczął służbę w nowo tworzonej Marynarce Wojennej. Podczas wojny polsko-bolszewickiej dowodził plutonem w II Batalionie Morskim, za co został odznaczony Orderem Virtuti Militari. Po wojnie do 1926 roku dowodził ochroną sztabu Kierownictwa Marynarki Wojennej. Służył także w Szkole Podchorążych MW w Toruniu, natomiast w 1939 roku był szefem tajnej kancelarii w Komendzie Portu Wojennego w Pińsku. W czasie trwania kampanii wrześniowej został wzięty do niewoli i trafił do obozu jenieckiego w Woldenbergu, gdzie był więziony do 3 lutego 1945 roku.
Po wojnie początkowo służył w Nowym Porcie, a następnie został komendantem garnizonu w Gdyni. Funkcję tę pełnił do 1952 roku, kiedy to otrzymał nakaz opuszczenia Wybrzeża, za odmowę wstąpienia do partii.

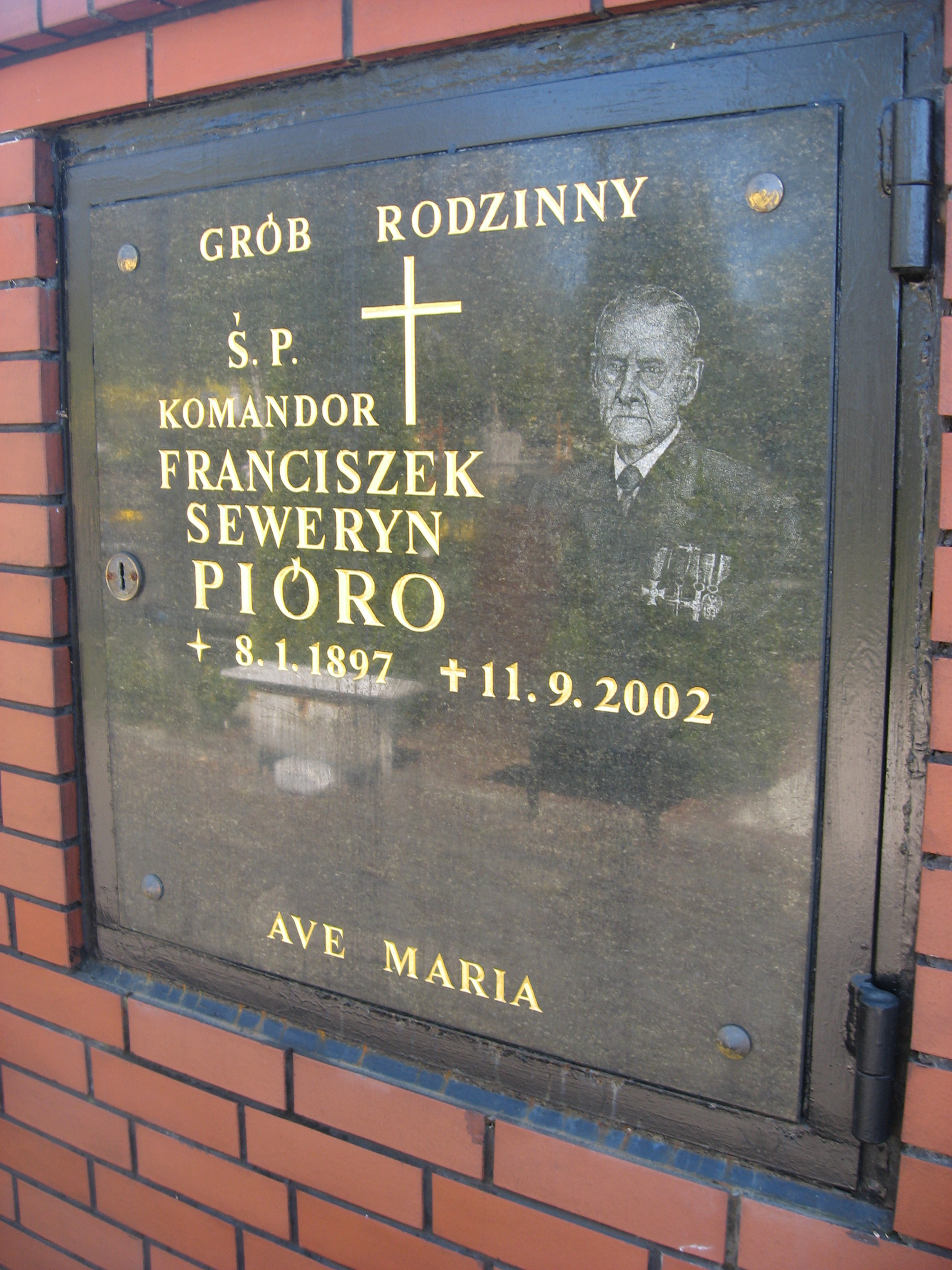
Tablica nagrobna na cmentarzu Marynarki Wojennej w Gdyni Oksywiu

W roku 1990 kapitan Franciszek Pióro, będąc już na emeryturze, dostał awans na stopień komandora podporucznika, a w roku 2000 otrzymał z rąk ówczesnego dowódcy Marynarki Wojennej adm. floty Ryszarda Łukasika stopień komandora. Prawie 20 ostatnich lat mieszkał w Domu Opieki „Za Falochronem” w Gdyni Witominie; nie założył rodziny. Pochowany został na Cmentarzu Marynarki Wojennej w Gdyni Oksywiu.